# 前村雄大
前村 雄大（まえむら ゆうだい、1987年7月6日 - ）は、日本の男子元プロバスケットボール選手である。宮崎県出身。ポジションはガード。身長176cm、体重73kg。
2019年 Bリーグバレンタイン企画の B.LEAGUEモテ男No.1決定戦でB2で優勝をした。
2023-24シーズンよりファイティングイーグルス名古屋のアシスタントコーチを務める。

## 来歴
宮崎県立小林高等学校から東海大学に進み、4年次にはインカレ4位でベスト5を受賞。
卒業後の2010年、豊田通商に入社、バスケットボール部に所属。
2013年、熊本ヴォルターズに移籍。2014-15シーズンは31試合に出場。
2015年、リンク栃木ブレックスに移籍。
2018年、バンビシャス奈良に移籍。
2019年、トライフープ岡山のフロント及び同チームのサテライトチームに所属する。同年10月11日にトップチームに昇格。2023年1月30日に2022-23シーズン限りでの現役引退を表明した。
2023年5月26日にファイティングイーグルス名古屋のアシスタントコーチに就任した。

## 記録
| シーズン    | チーム | GP | GS | MPG  | FG%  | 3P%  | FT%  | RPG | APG | SPG | BPG | TO  | PPG |
| ----------- | ------ | -- | -- | ---- | ---- | ---- | ---- | --- | --- | --- | --- | --- | --- |
| NBL 2013-14 | 熊本   | 47 |    | 16.9 | .335 | .246 | .548 | 1.4 | 1.8 | 0.5 | 0.0 | 1.4 | 3.5 |
| NBL 2014-15 | 熊本   | 31 |    | 12.5 | .376 | .240 | .438 | 0.9 | 1.3 | 0.4 | 0.0 | 0.8 | 2.7 |
| NBL 2015-16 | 栃木   | 28 |    | 2.8  | .409 | .600 | .556 | 0.3 | 0.4 | 0.1 | 0.0 | 0.1 | 0.9 |
| B1 2016-17  | 栃木   |    |    |      |      |      |      |     |     |     |     |     |     |